# 理查德·艾伯特
理查德·艾伯特（英語：Richard Albert，1963年9月20日—），加拿大男子曲棍球运动员。他曾代表加拿大参加1987年泛美运动会曲棍球比赛，获得一枚金牌。他也曾参加1988年夏季奥运会。